# 프란시스코 비엔소바스
프란시스코 "파코" 비엔소바스 오카리스(스페인어: Francisco "Paco" Bienzobas Ocáriz; 1909년 3월 26일, 바스크 주 산 세바스티안 ~ 1981년 4월 30일, 바스크 주 산 세바스티안)는 스페인의 축구 선수로, 현역 시절 공격수로 활동하였다.
현역 16년의 대부분을 레알 소시에다드에서 보냈는데, 196번의 공식 경기에 출전해 109골을 기록하였다. 그는 라 리가의 득점왕에게 수여되는 피치치의 초대 수상자이기도 하다.

## 클럽 경력
비엔소바스는 기푸스코아 도 산 세바스티안 출신으로, 17세의 나이로 고향의 아마추어 구단 우니온 산 세바스티안에서 레알 소시에다드에 입단하였고, 1년차에 바스크 연고 구단이 기푸스코아 지역 선수권 대회 우승을 거두는 데 도왔다. 그는 1928년에 코파 델 레이 결승전에 오른 적이 있는데, 여기서 바르셀로나를 세 차례 상대하였다. (두 번 1-1로 비기고, 한 번 1-3으로 패했다)
1929년에 전국 리그가 출범하면서, 레알 소시에다드는 라 리가의 첫 시즌에 참가해 10개 구단이 참가하는 시즌에 4위를 차지했다. 비엔소바스는 라리가 첫 시즌에 17골을 기록해, 피치치의 초대 수상자가 되었다. 그는 레알 소시에다드에 4년을 더 머물렀다.
1934년, 비엔소바스는 당시 세군다 디비시온에 속해 있던 오사수나로 이적하였고, 1년차에 나바라인의 1부 리그 승격에 성공했지만, 이듬해에 다시 2부 리그로 강등되었다. 스페인 내전은 비엔소바스의 축구 활동을 3년 동안 중단시켰고, 그는 1940년에 레알 소시에다드로 복귀해, 1941-42 시즌에 5번의 경기 출전에 그치고 나서 33세의 나이로 현역에서 은퇴했다. 그는 92번의 스페인 1부 리그 경기에 출전해 50골을 기록하였고, 레알 소시에다드에서 도합하여 196번의 경기에 출전해 109번 골망을 흔들었다. 그는 페널티 킥 전문가로, 현역 선수 시절에 75번 주자로 나서서 실축한 적은 딱 한 번이다.

## 국가대표팀 경력
비엔소바스는 스페인 국가대표팀 경기에 2번 출전했는데, 같은 횟수만큼 골을 넣었다. 그의 첫 국가대표팀 경기는 1928년 6월 4일로, 스페인은 1928년 하계 올림픽에서 이탈리아에게 1-7 대패를 당했다.

## 감독 및 심판 경력
은퇴 후, 비엔소바스는 오사수나의 감독을 잠깐 맡았다. 1942년, 그는 심판으로서 활동을 시작하였는데, 그는 1948 이래 스페인 1부 리그 경기를 48번 주관하였다.

## 사생활
파코 비엔소바스는 형제가 둘 있다: 형 쿠스토디오는 공겨수로, 2년 동안 레알 소시에다드에서 한배를 탔다. 동생 아나스타시오 "쿠키"는 미드필더로 그도 하양-파랑 군단으로서 현역 생활을 시작해 나중에 형 파코가 합류한 오사수나의 주축 선수가 되었으며, 스페인 내전 이후에는 데포르티보 선수로서 1940년대 대부분을 보냈다.
그는 레알 소시에다드가 사상 첫 라 리가를 우승한 소식을 들은 이튿날인 1981년 4월 30일에 영면에 들었다.